# Alexander Markus Beschorner

Alexander Markus Beschorner

Grabstein

Parte

Alexander Markus Beschorner (* 6. Juni 1823 in Léva (Levice, Slowakei); † 31. Oktober 1896 in Wien) war zu Zeiten der österreichisch-ungarischen Monarchie ein bedeutender Unternehmer und Fabrikant. Seit 1877 führte er den Titel „K. K. Hof-Metallwarenfabrikant“.

## Biographie
Alexander Markus Beschorner kam in Levice, damals im ungarischen Teil der österreichisch-ungarischen Monarchie, auf die Welt. Seine Eltern starben, als er noch sehr jung war. Er erlernte das Spenglerhandwerk und begab sich danach auf Wanderschaft durch Deutschland, die Schweiz, Italien, Frankreich und Spanien und meldete sich schließlich bei der Fremdenlegion an. Nach seinem Ausscheiden aus der Fremdenlegion ließ sich Beschorner in Brünn als Spenglermeister nieder und gründete 1860 in Wien eine Metallwarenfabrik, später folgten weitere in Budapest und Berlin. Der Erfolg setzte bald ein, mehrere seiner Fabrikate erhielten Auszeichnungen, wie auf der Pariser Weltausstellung 1867.
Er erfand die Herstellung von Metallsärgen aus Zinkblech und erhielt Aufträge vom Hof, die Sarkophage für die Kapuzinergruft herzustellen. Neben der Herstellung von Särgen stellte seine Fabrik diversen Ornament- und Figurenschmuck der Hof-Oper und des Hofburgtheaters sowie Beleuchtungskörper des Hofburgtheaters und des Wiener Rathauses her. Auf Beschorners Vorschlag wurden die Logen- und Galeriebrüstungen in Theatern erstmals künstlerisch in Metall und damit feuersicher ausgeführt.
Er starb im Haus Dreilaufergasse 9 (heutige Lindengasse) im 7. Wiener Bezirk Neubau. Sein Sohn Alexander Mathias Beschorner übernahm das Unternehmen.

## Auszeichnungen, Ehrungen
- Franz-Joseph-Orden, Ritterkreuz
- Goldenes Verdienstkreuz
- Große goldene Salvator-Medaille